# Троя
 Тази статия е за античния град.  За филма вижте Троя (филм).  
Троя (на старогръцки: Τροία, а също и Илио́н (на гръцки: Ἴλιον)) е античен град в областта Троада в най-западната част на Мала Азия, край пролива Дарданели, недалеч от брега на Егейско море. Известен е като място на Троянската война, описана в Илиада – едната от двете древногръцки епически поеми, приписвани на Омир. До към средата на XIX век съществуването на Троя е спорно, но започналите след 1860 г. археологически разкопки, продължаващи и до днес, доказват реалното му съществуване.
Основната заслуга за разкриването на Троя е на германския археолог Хайнрих Шлиман, който започва разкопки в района на хълма Хисарлък през 1870 г. Той установява, че в различните пластове има няколко града, строени един върху друг. Тъй като според него Омировата Троя трябва да е най-ранното селище, т.е. разположено най-отдолу (Троя II), той прокопава дълбок ров през хълма, за да достигне скалната му основа, като пренебрегва междинните пластове. По-късни датирания установяват, че всъщност с Омировата се идентифицират останките на Троя VI и Троя VIIa от средната и късната бронзова епоха.
Разкритите останки са важно свидетелство за първия контакт между цивилизациите на Мала Азия и средиземноморския свят. През 1998 г. археологическият обект Троя е включен в списъка за световното наследство на ЮНЕСКО.

## История на разкопките
Докато древните елини са вярвали в истинността на „Илиада“, учените от XVII – XVIII век приемат Троянската война по-скоро като мит, отколкото като историческо сведение. Въпреки това, не липсват ентусиасти, вярващи в обратното. Още в края на XVIII век французинът Льо Шевалие (на френски: Jean Baptiste LeChevalier) започва да търси Троя по крайбрежието на Мраморно море. Постепенно историците започват да приемат неговата хипотеза, че вероятното място на Троя е на хълма Бунарбашъ , като това убеждение става общоприето и се задържа доста дълго. Хълмът Хисарлък като алтернативно място е посочен за първи път от шотландеца Чарлз Макларън  през 1822 г. Привърженик на неговата идея става англичанинът Франк Калвърт, който дори закупува парцел на Хисарлъка и започва разкопки през 1865 г. По ирония на съдбата разкопаният от него участък се оказва встрани от развалините. През 1868 г. Шлиман се запознава с Калвърт и също става горещ поддръжник на идеята за Хисарлъка. След известни затруднения със закупуването на земя и получаването на султански ферман с разрешение за разкопки, той започва работа през 1871 г. и в продължение на няколко сезона успява да разкрие останките от древни селища от различни епохи. Най-важното си откритие прави през 1873 г., когато разкрива крепостни стени и порта, а малко по-късно и златно съкровище.
След внезапната смърт на Шлиман разкопките продължава германецът Вилхелм Дьорпфелд (на немски: Wilhelm Dörpfeld) (1893 – 94) и по-късно американецът Карл Блеген (на английски: Carl W. Blegen) (1932 – 38).

## Описание
Преди разкопките височината на Хисарлъка е 32 м спрямо околната равнина. Разкрити са много струпвания на руини, но има ясно различими пластове. Шлиман и Дрьопфелд различават девет различни пласта, съответстващи на девет различни периода на строеж на структури, последвано от тяхното обитаване и разрушаване. В края на всеки период, когато селището е разрушено (обикновено от пожар, земетресение или от двете заедно) оцелелите жители, вместо да разчистват развалините, просто ги подравняват и строят отгоре новото селище.
Деветте основни пласта са означени с римските цифри I до IX, започвайки отдолу, от най-старото селище Троя I. В историческите периоди между I и VII Троя е била укрепена твърдина, столица на Троада и резиденция на царя и неговия двор. Повечето от местното население са били фермери и са живеели извън крепостните стени, но по време на опасност са се укривали в крепостта. Слоевете Троя I до V съответстват грубо на Ранната бронзова епоха (ок. 3000 до 1900 пр.н.е.). Цитаделата на Троя I е малка, не повече от 90 м в диаметър. Оградена е от масивна стена с порти, крепостни кули и съдържа около 20 правоъгълни жилища. Троя II е два пъти по-голяма и има по-високи, наклонени каменни стени. Вътре е бил разположен акропол с царския дворец и други жилища на знатни хора, построени от тухли по план мегарон. Този град престава да съществува след пожар и Шлиман погрешно го посочва като Омировата Троя. В слоя от изгорели развалини е намерено съкровището от златни предмети, което Шлиман нарича „съкровището на Приам“. Опожаряването на Троя II изглежда е последвано от период на икономически упадък, защото макар всяка от цитаделите на Троя III, IV и V да е по-добре укрепена и малко по-голяма от предшестващата, жилищата вътре в крепостните стени са много по-малки и по-близо разположени отколкото в Троя II.
Слоевете Троя VI и VII могат да се свържат със средната и късната Бронзова епоха (ок. 1900 до 1100 пр.н.е.). В този период Троя е обитавана от жители, отглеждащи опитомени коне. Те разширяват града и издигат великолепна стена от дялан варовик със средна височина 4,5 м. Тя е удебелена в основата и на места се издига до над 5 м., има отбранителни валове и наблюдателни кули. Цитаделата е с размер около 200 на 140 м и вътре в нея върху концентрични тераси са построени големи къщи. Троя VI е разрушена от силно земетресение малко след 1300 г. пр.н.е. Според Дьорпфелд именно това е Омировата Троя, но видът на разрушението не се съгласува с оплячкосването на града според гръцката легенда. Освен това откритата в развалините вносна микенска керамика датира слоя от преди Троянската война.
Оцелелите след земетресението бързо възстановяват града – кратко просъществувалата Троя VIIa. Руините са подравнени и отгоре застроени с нови сгради, близко разположени една до друга и заели плътно пространството вътре в крепостните стени. Почти във всяка къща има един или няколко питоса, вкопани дълбоко в земята, като само гърлото е на нивото на пода. Продължителността на живот на Троя VIIa вероятно е около едно поколение. Струпването на къщите и мерките за запасяване с храна предполагат подготовка за обсада. Този град е разрушен от опустошителен пожар, а останките от човешки кости, намерени в някои къщи и по улиците, затвърждават мнението, че градът е превзет, оплячкосан и опожарен от врага. Според намерената микенска керамика, краят на Троя VIIa е настъпил между 1260 и 1240 пр.н.е. Американската експедиция на Карл Блеген в края на 30-те години на XX век стига до извода, че Троя VIIa най-вероятно е столицата на цар Приам, разрушена от армията на Агамемнон.
Частично възстановената Троя VIIb е заселена от нови жители с по-ниско ниво на материална култура и изчезва напълно през 1100 пр.н.е. През следващите четири века мястото е на практика изоставено. Около 700 пр.н.е. в Троада започват да пристигат гръцки заселници. Троя е населена отново под елинизираното име Илион, това гръцко селище е Троя VIII. Римляните го превземат и плячкосват през 85 г. пр.н.е., но още същата година римският генерал Сула го възстановява. В римския град, известен като Троя IX, император Август и следващите след него строят хубави сгради. След основаването на Константинопол (324 г.) Илион запада.

### Открити културни пластове
Отделните културни пластове в Троя са номерирани от Троя I до Троя IX, с няколко подразделения:
- Троя I 3000 – 2600 г. пр.н.е.
- Троя II 2600 – 2250 г. пр.н.е.
- Троя III 2250 – 2100 г. пр.н.е.
- Троя IV 2100 – 1950 г. пр.н.е.
- Троя V: XX – XVIII век пр.н.е.
- Троя VI: XVII – XV век. пр.н.е.
- Троя VIh: късната бронзова епоха, XIV век пр.н.е.
- Троя VIIa: ок. 1300 – 1190 г. пр.н.е, най-вероятният „кандидат“ за Омировата Троя.
- Троя VIIb1: XII век пр.н.е.
- Троя VIIb2: XI век пр.н.е.
- Троя VIIb3: допреди около 950 г. пр.н.е.
- Троя VIII: около 700 г. пр.н.е
- Троя IX: Елинистичната епоха, I век пр.н.е.